# A Portrait
A Portrait är ett samlingsalbum från 1995 med Cecilia Bartoli.

## Låtlista
1. "Parto, parto, ma tu, ben mio" ur La clemenza di Tito (Mozart) – 6'17
2. "Temerari!...Come Scoglio" ur Così fan tutte (Mozart) – 5'49
3. "In uomini, in soldati" ur Così fan tutte (Mozart) – 2'40
4. "Voi che sapete" ur Figaros bröllop (Mozart) – 2'49
5. "Giunse alfin il momento...Deh vieni" ur Figaros bröllop (Mozart) – 5'25
6. "Batti, batti, o bel Masetto" ur Don Giovanni (Mozart) – 3'46
7. "Ch'io mi scordi di te?", K.505 (Mozart) – 10'17
8. "Se tu m'ami" (Alessandro Parisotti) – 2'34
9. "Caro mio ben" (Umberto Giordano) – 2'47
10. "Amarilli" (Giulio Caccini) – 3'13
11. "La pastorella" (Franz Schubert) – 2'15
12. "Vedi quanto adoro ancora ingrato!" (Franz Schubert) – 4'54
13. "Belta crudele" (Gioacchino Rossini) – 4'44
14. "Bel raggio lusinghier" (Gioacchino Rossini) – 7'59
15. "Giusto ciel, in tal periglio" (Gioacchino Rossini) – 3'27
16. "Nacqui all'affanno" ur Askungen (Gioacchino Rossini) – 7'16

## Medverkande
- Cecilia Bartoli – mezzo-sopran
- András Schiff – piano
- Charles Spencer – piano
- The Academy of Ancient Music/Christopher Hogwood
- Wiener Kammerorchester/György Fischer
- Chorus del Gran Teatro la Fenice & Orchestra del Gran Teatro la Fenice/Ion Marin
- Solister med Coro del Teatro Comunale di Bologna & Orchestra del Teatro Comunale di Bologna/Riccardo Chailly

### Fotnoter
1. ↑  ”Decca”. https://www.deccaclassics.com/en/catalogue/products/cecilia-bartoli-a-portrait-4799. Läst 27 oktober 2011.